# Havre (Montana)
Havre is een plaats (city) in de Amerikaanse staat Montana, en valt bestuurlijk gezien onder Hill County.

## Demografie
Bij de volkstelling in 2000 werd het aantal inwoners vastgesteld op 9621.
In 2006 is het aantal inwoners door het United States Census Bureau geschat op 9451, een daling van 170 (-1,8%).

## Geografie
Volgens het United States Census Bureau beslaat de plaats een oppervlakte van
9,0 km², geheel bestaande uit land. Havre ligt op ongeveer 773 m boven zeeniveau.

## Plaatsen in de nabije omgeving
De onderstaande figuur toont nabijgelegen plaatsen in een straal van 12 km rond Havre.

## Geboren
- Jon Tester (1956), senator voor Montana
- Jeff Ament (1963), bassist van Pearl Jam